# Срби у Украјини
Срби су на подручју данашње Украјине били присутни неколико векова.
Према једном мишљењу, прапостојбина Срба, Бела Србија, налазила се на подручју данашње Украјине. Због османских освајања српских земаља, започеле су сеобе Срба, које су трајале од 15. до 19. века. Срби су се најпре селили у Панонску низију, а од краја 16. века у Украјину. Тамо су подизали насеља, којима су давали своје називе, а учествовали су и у ослободилачком покрету Украјинаца против пољске власти.
У доба успона Руског царства, на позив Петра Великог, у првим деценијама 18. века, на просторе данашње Украјине долазе бројни српски добровољци, од којих је формиран Српски хусарски пук. Педесетих година 18. века, у Руско царство се преселио знатан број Срба из Хабзбуршке монархије, незадовољних укидањем потиске и поморишке Војне крајине. Ово се сматра највећим миграционим померањем Срба након Велике сеобе. Поред Потисја и Поморишја, овај миграциони покрет Срба у Руско царство је захватио и шира српска етничка пространства у Панонској низији и на Балкану.
За пресељене Србе су на територији Руског царства, на подручју данашње Украјине, формиране две посебне територије, Нова Србија (постојала од 1752. до 1764) и Славеносрбија (постојала од 1753. до 1764). У те области је тада насељено преко 50.000 Срба. Срби су насељима у Новој Србији давали имена из старог завичаја у Панонској низији. Сматра се да су Срби, изградњом насеља, војних објеката, саобраћајница, организовањем привреде, трговине, занатства, земљорадње и сточарства поставили темеље за развој ових делова данашње Украјине.
Руски двор је, међутим, досељавање Срба видео као епизоду у остваривању стратешких циљева за продор према југу, тако да су Нова Србија и Славеносрбија убрзо укинуте, а Срби су се временом утопили у Украјинце и Русе.
Интензивно насељавање Малоруса, у две српске области у Украјини довело је врло брзо у 19. веку до нестанка етничких Срба. Према једној статистици из 1862. године још је било 1.000 Срба на том простору. А почетком 20. века – 1900. године у Херсконској жупанији – у Новој Србији се више уопште и не помињу Срби.
У Кијеву 1899. године млада Српкиња, кћи свештеника Косара Миленковић је завршила школовање у тамошњем Љевашовском институту. За одличан успех током похађања те установе добила је златну медаљу. Истовремено је изабрана за наставницу тог института и постала руска државна питомица која још треба да заврши једногодишњи педагошки курс.
Значајан локалитет окупљања Срба на тлу данашње Украјине била је, током 19. и почетком 20. века, Одеса, град на Црном мору. У овој бројној српској колонији отворен је Конзулат Краљевине Србије, а основано је и Српско добротворно друштво.

## Знаменити Срби у Украјини
- Свети Јован Тоболски, сибирски мисионар и светитељ
- Петар Поповић Текелија, генерал
- Јован Албанез, пуковник
- Јован Хорват, пуковник
- Јован Шевић, пуковник
- Софроније, калуђер
- Симеон Пишчевић, капетан
- Јован Ризнић, трговац
- Атанасије Герески, стекао богатсво у Одеси, оснивач Атанасеума
- Димитије Максимовић Књажевић, први председник Одеског друштва историје и древности
- Платон Симоновић, државни саветник у Одеси
- Филип Лучић, градоначелник Одесе
- Јован Шангајски, епископ и светац
- Јевгениј Вучетич, вајар и уметник
- Мила Јововић, глумица
- Злата Огњевич, певачица
- Марко Девић, фудбалер
- Владимир Дишљенковић, фудбалер
- Драган Станојевић, бизнисмен, оснивач и председник прве српске заједнице "Свети Сава" у Украјини са седиштем у Дњепропетровску  и председник Скупштине дијаспоре и Срба у региону (Републике Србије)

#### Професори на Универзитету у Харкову
- Атанасије Стојковић, декан Одсека физичко-математичких наука и ректор Харковског универзитета
- Андреј Дудровић, ректор Харковског универзитета
- Теодор Филиповић, професор Римског права
- Михаило Филиповић
- Глигорије Трлајић, професор права

#### СтудентиДуховне Академије у Кијеву
- Јован Рајић, историчар, писац и педагог
- Макарије Петровић, архимандрит манастира у Тверу
- Живојин Жујовић, публициста и први српски социјалистички идеолог
- Светолик Ранковић, писац из периода реализма

## Ужгород
У граду је за време Јозефинске реформе било известан број богатих Срба, који су имали потребу да саграде православни храм. Прилика да се добије дозвола искрсла је изненада. Када је у другој половини 18. века аустријски цар Јосиф II обилазио државу, као генерал коначио је у Унгвару код једног домаћина Србина. Мада га је питао да ли има неку жељу, домаћин није ништа тражио. Међутим по одласку Јосифовом, чули су за то други Срби мештани и појурили на коњима да стигну престолонаследника. Он им је на лицу места писменим решењем дозволио да граде православну цркву у месту. Тако је подигнута црква и почео је да служи свештеник, из црквеног фонда још 3.200 ф. капитала. Са годинама је број Срба опадао а црква опадала па је око 1850. године кренула акција оправке. Највише је дала племићка породица от Ћеречки, чији је члан Ђорђе живео у Весприму, и општина Мишколц. Један члан те породице Михаил, становник Унгвара био је 1860-1861. године претплатник српског листа "Србски дневник" у Новом Саду.
Број православних Срба у Унгвару (по подацима за истоимену жупанију) је био мали и лагано опадао. Тако је 1797. године ту живело 87 становника, а пред Мађарску буну пописано их је 70. Да би 1867. године српски живаљ бројао само 60 душа.
Унгвар је био далеко од груписани српских места, са малим бројем верника, али је то била богата парохијска филијала, парохије у Мишколцу. Иста црквена општина је била по закону уређена, са званичницима и намештеницима, а црквени рачуни су педантно вођени до 1890. године. На њеном челу се 1894. године налазио пензионисани домобрански пуковник Димитрије Михајловић. Ту се по извештају 1893. године налазила православна ("грко-источна") црква посвећена Св. Науму, изнутра у добром стању, а споља "попуцала". Поред цркве постоји и парохијски дом, који се издаје у кирију, у добром је стању и годишње остварује приход од 250 ф. Ту се још налазе две куће, као црквена непокретност. У једној станују бесплатно учитељ и црквени "певац" (пијац) Јован Јовановић. Њему поред бесплатног стана припада као награда за рад, и 300 ф. у новцу годишње. Та зграда је у лошијем стању, а у њој станује је и црквењак. Друга кућа се налази иза у "Наги хид" улици. У њему су под киријом четири дућана, који укупно дају у црквену касу 584 ф. аренде. Све те куће су покривене шиндром и осигуране од пожара. У црквену имовину спадају и две оранице, у Киш цекеру (ту је и виноград) и Пап мезу, који су издате у закуп. Црквени капитал од неколико хиљада форинти је даван у позајмицу појединцима у месту, па и самом председнику црквеном. Епархијска будимска духовна власт је 1894. године предложила да се тутор цркве у Унгвару разреши, те да се на Румуна, поп Аурела Моца пароха у Мишколцу пренесе његова надлежност. Поп Моц је заиста постао "куратор" Унгварске парохијске филијале и успео је по налогу будимске Конзисторије да прода поменуту кућу у улици "Наги хид" са дућанима, за 7620 ф. Од попе је тражено да најпре врати црквене дугове и оправи црквени торањ склон паду, па да остатак да у штедионицу. Епархија је хтела да се у тој црквеној општини, у којој је све мање било Срба, имовина распрода и новац положи на црквени рачун. Овде је постојала српска црква до 1896. године када је продата.